# Heinrich-von-Kleist Institut für Literatur und Politik

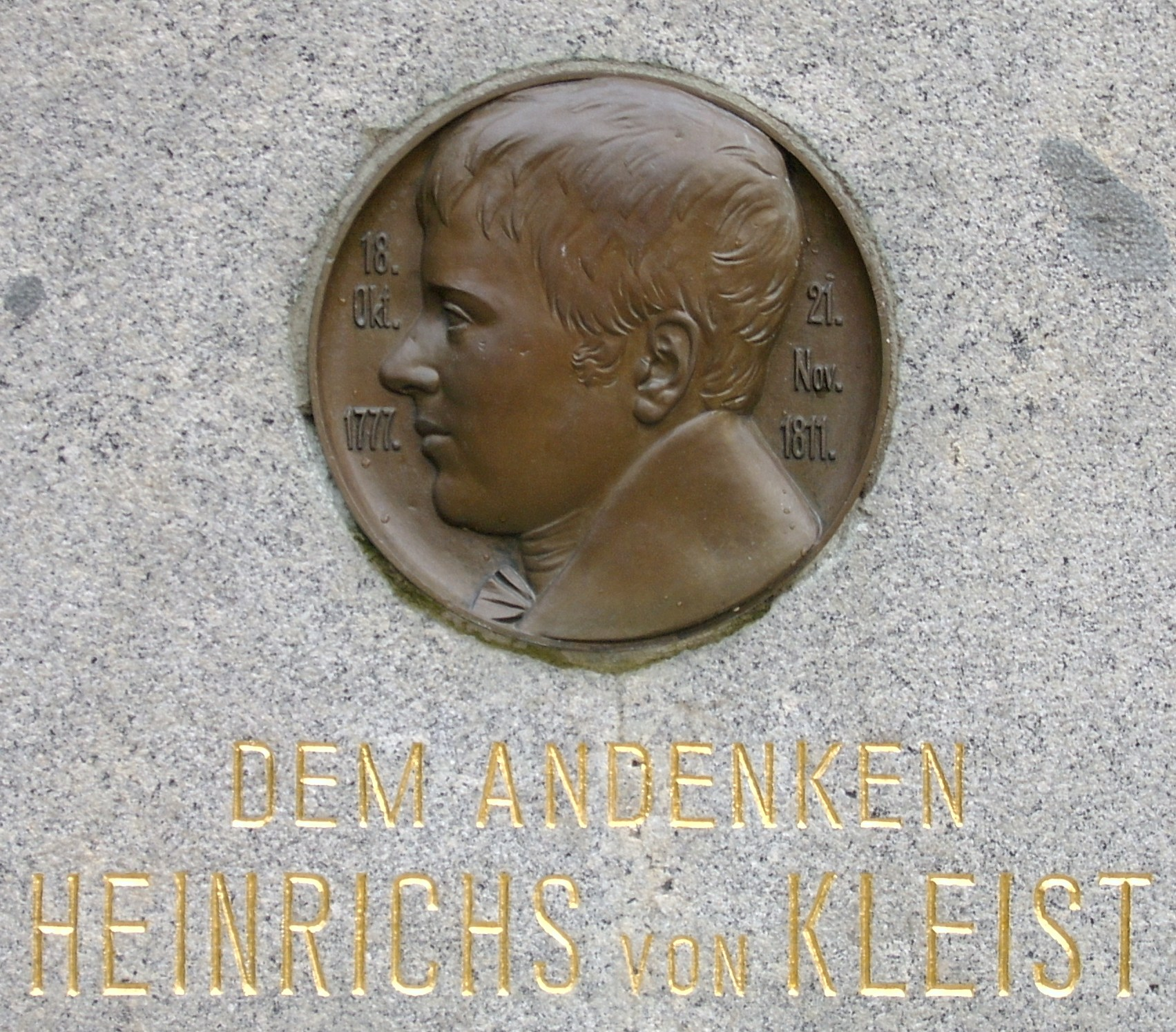
Heinrich von Kleist, patron Instytutu

Heinrich-von-Kleist Institut für Literatur und Politik (pol. Instytut Badań nad Literaturą i Polityką im. Heinricha von Kleista) – interdyscyplinarna placówka naukowo-badawcza działająca od 1995 r. przy Europejskim Uniwersytecie Viadrina we Frankfurcie nad Odrą.
Instytut zajmuje się badaniem powiązań literatury i polityki. Od 2005 r. prowadzi również we współpracy z Uniwersytetem w Poczdamie finansowane przez Deutsche Forschungsgemeinschaft (DFG) kolegium doktoranckie „Lebensformen und Lebenswissen”.
Pracami instytutu kieruje Prof. Dr. Andrea Allerkamp.